# Ely State Prison
Das Ely State Prison ist ein Gefängnis des US-Bundesstaates Nevada 15 km nördlich von Ely im White Pine County. Das Gefängnis wurde in zwei zeitlichen Abschnitten gebaut, der erste wurde im August 1989 und der zweite im November 1990 vollendet. Nach der ursprünglichen Planung war der Gebäudekomplex für 1054 Häftlinge angelegt, die Kapazität wurde zwischenzeitlich aber auf 1150 Insassen ausgedehnt. Die Vollzugsanstalt wird in der Klassifikation des US-amerikanischen Gefängnissystems als Maximum Security eingestuft. Der Staat Nevada bringt dort die Häftlinge unter, die zum Tod verurteilt sind. 
Das Gefängnis hat eine Personalstärke von 406 Beschäftigten und gehört damit zu den Hauptarbeitgebern in der strukturschwachen Region.
Der Produktionsbetrieb, der dem Strafvollzug seit 1991 angeschlossen ist, hat sich auf die Herstellung von Draperie spezialisiert. Experten auf dem Gebiet kümmern sich um die Einhaltung eines hohen Qualitätsstandards, sodass selbst Ausstattungen für Personenzüge und Ozeanschiffe gefertigt werden.